# 永遠の宝物
『永遠の宝物』は、日本の歌手・和田光司が自主制作したインディーズ・シングル。
作品は、和田自身はメジャーレーベルを退いた後、活動を休止していた間に、作られたものであり、「永遠の宝物」は実兄が結婚式を迎えるにあたって、自ら作詞・作曲を手がけた楽曲。
2006年9月からネット上で販売された。
ライブの物販でも販売された事もある。
2022年現在は入手困難。

## 収録曲
1. 永遠の宝物
作詞・作曲：和田光司 演奏時間：2分42秒
2. grace
作詞・作曲：和田光司
3. 永遠の宝物（オルゴールVersion）
4. 永遠の宝物（ギター弾き語りVersion）